# American Idol (seconda stagione)
La seconda stagione di American Idol iniziò il 21 gennaio 2003 e finì il 21 maggio dello stesso anno. Fu la prima stagione presentata esclusivamente da Ryan Seacrest. Il vincitore fu Ruben Studdard e fu la prima stagione in cui vinse un uomo e la prima in cui gli ultimi due concorrenti erano entrambi uomini, seguita dalla settima stagione con David Archuleta e David Cook, e dall'ottava con Adam Lambert e Kris Allen.

## Audizioni
le audizioni si tennero a New York, Los Angeles, Miami, Detroit, Atlanta, Nashville e Austin nell'autunno del 2002.

## Finali

### Top 12 - Motown
- Kimberley Locke - "(Love Is Like a) Heat Wave" (Martha and the Vandellas)
- Josh Gracin - "Baby I Need Your Loving" (Four Tops)
- Charles Grigsby - "How Sweet It Is (To Be Loved by You)" (Marvin Gaye)
- Kimberly Caldwell - "Nowhere to Run" (Martha and the Vandellas)
- Rickey Smith - "1-2-3" (Len Barry)
- Julia DeMato - "Where Did Our Love Go" (The Supremes)
- Clay Aiken - "I Can't Help Myself (Sugar Pie Honey Bunch)" (Four Tops)
- Vanessa Olivarez - "You Keep Me Hangin' On" (The Supremes)
- Corey Clark - "This Old Heart of Mine (Is Weak for You)" (The Isley Brothers)
- Carmen Rasmusen - "You Can't Hurry Love" (The Supremes)
- Trenyce - "Come See About Me" (The Supremes)
- Ruben Studdard - "Baby I Need Your Loving" (Four Tops)
- Ultimi 3: Vanessa Olivarez, Julia DeMato, Kimberley Locke
- Eliminata: Vanessa Olivarez

### Top 11 - Colonne Sonore
- Corey Clark - "Against All Odds (Take a Look at Me Now)" (Phil Collins) (da Against All Odds)
- Ruben Studdard - "A Whole New World" (Peabo Bryson & Regina Belle) (da Aladdin)
- Trenyce - "I Have Nothing" (Whitney Houston) (da Guardia del Corpo)
- Clay Aiken - "Somewhere Out There" (Linda Ronstadt & James Ingram) (da Fievel sbarca in America)
- Kimberly Caldwell - "The Shoop Shoop Song (It's in His Kiss)" (Cher) (da Sirene)
- Josh Gracin - "I Don't Want to Miss a Thing"(Aerosmith) (da Armageddon)
- Carmen Rasmusen - "Hopelessly Devoted to You"(Olivia Newton-John) (da Grease)
- Charles Grigsby - "You Can't Win"(Michael Jackson) (da The Wiz)
- Rickey Smith - "It Might Be You" (Stephen Bishop) (da Tootsie)
- Julia DeMato - "Flashdance... What a Feeling" (Irene Cara) (da Flashdance)
- Kimberley Locke - "Home" (Diana Ross) (da The Wiz)
- Ultimi 3: Julia DeMato, Charles Grigsby, Corey Clark
- Eliminato: Charles Grigsby

### Top 10 - Country Rock
- Josh Gracin - "Ain't Goin' Down ('Til The Sun Comes Up)" (Garth Brooks)
- Trenyce - "I Need You" (LeAnn Rimes)
- Kimberley Locke - "I Can't Make You Love Me" (Bonnie Raitt)
- Corey Clark - "Drift Away" (Dobie Gray)
- Carmen Rasmusen - "Wild Angels" (Martina McBride)
- Rickey Smith - "I've Done Enough Dyin' Today" (Larry Gatlin)
- Kimberly Caldwell - "Anymore" (Travis Tritt)
- Ruben Studdard - "Sweet Home Alabama" (Lynyrd Skynyrd)
- Julia DeMato - "Breathe" (Faith Hill)
- Clay Aiken - "Someone Else's Star" (Bryan White)
- Ultimi 3: Kimberly Caldwell, Julia DeMato, Rickey Smith
- Eliminata: Julia DeMato

### Top 08 (1ª Settimana) - Disco music
- Squalificato: Corey Clark
- Rickey Smith - "Let's Groove" (Earth, Wind & Fire)
- Carmen Rasmusen - "Turn the Beat Around" (Vicki Sue Robinson)
- Kimberly Caldwell - "Knock on Wood" (Amii Stewart)
- Clay Aiken - "Everlasting Love" (Carl Carlton)
- Trenyce - "I'm Every Woman" (Chaka Khan)
- Ruben Studdard - "Can't Get Enough of Your Love, Babe" (Barry White)
- Kimberley Locke - "It's Raining Men" (The Weather Girls)
- Josh Gracin - "Celebration" (Kool & the Gang)
- Ultimi 3: Kimberley Locke, Trenyce, Carmen Rasmusen
- Eliminati: nessuno a causa della squalifica di Corey Clark

### Top 08 (2ª Settimana) - Successi Billboard
- Clay Aiken - "At This Moment" (Billy Vera & The Beaters), 1987
- Kimberley Locke - "My Heart Will Go On" (Céline Dion), 1998
- Rickey Smith - "Endless Love" (Diana Ross & Lionel Richie), 1981
- Kimberly Caldwell - "(Everything I Do) I Do It for You" (Bryan Adams), 1991
- Josh Gracin - "Amazed" (Lonestar), 2000
- Carmen Rasmusen - "Call Me" (Blondie), 1980
- Trenyce - "The Power of Love" (Céline Dion), 1994
- Ruben Studdard - "Kiss and Say Goodbye" (The Manhattans), 1976
- Ultimi 3: Kimberley Locke, Kimberly Caldwell, Rickey Smith
- Eliminato: Rickey Smith

### Top 07 - Billy Joel
- Kimberly Caldwell - "It's Still Rock and Roll to Me"
- Ruben Studdard - "Just the Way You Are"
- Kimberley Locke - "New York State of Mind"
- Carmen Rasmusen - "And So It Goes"
- Josh Gracin - "Piano Man"
- Trenyce - "Baby Grand"
- Clay Aiken - "Tell Her About It"
- Ultimi 3: Kimberly Caldwell, Carmen Rasmusen, Trenyce
- Eliminata: Kimberly Caldwell

### Top 06 - Canzoni Scritte da Diane Warren
- Kimberley Locke - "If You Asked Me To" (Céline Dion)
- Clay Aiken - "I Could Not Ask for More" (Edwin McCain)
- Trenyce - "Have You Ever?" (Brandy)
- Josh Gracin - "That's When I'll Stop Loving You" ('N Sync)
- Carmen Rasmusen - "Love Will Lead You Back" (Taylor Dayne)
- Ruben Studdard - "Music of My Heart" ('N Sync & Gloria Estefan)
- Ultimi 3: Carmen Rasmusen, Trenyce, Josh Gracin
- Eliminata: Carmen Rasmusen

### Top 05 - Anni 60, Canzoni Scritte da Neil Sedaka
- Ruben Studdard - "Ain't Too Proud to Beg" (The Temptations)
- Trenyce - "Proud Mary" (Creedence Clearwater Revival)
- Josh Gracin - "Then You Can Tell Me Goodbye" (The Casinos)
- Kimberley Locke - "I Heard It Through the Grapevine" (Marvin Gaye)
- Clay Aiken - "Build Me Up Buttercup" (The Foundations)
- Ruben Studdard - "Breaking Up Is Hard to Do" (Neil Sedaka)
- Trenyce - "Love Will Keep Us Together" (Captain & Tennille)
- Josh Gracin - "Bad Blood" (Neil Sedaka)
- Kimberley Locke - Where the Boys Are (Connie Francis)
- Clay Aiken - "Solitaire" (Neil Sedaka)
- Ultimi 2: Trenyce, Ruben Studdard
- Eliminata: Trenyce

### Top 04 - Bee Gees
- Josh Gracin - "Jive Talkin'"
- Clay Aiken - "To Love Somebody"
- Kimberley Locke - "I Just Want to Be Your Everything"
- Ruben Studdard - "Nights on Broadway"
- Josh Gracin - "To Love Somebody"
- Clay Aiken - "Grease"
- Kimberley Locke - "Emotion"
- Ruben Studdard - "How Can You Mend a Broken Heart"
- Ultimi 2: Kimberley Locke, Josh Gracin
- Eliminato: Josh Gracin

### Top 03 - Scelta a Caso, Scelta dei Giudici, Scelta dei Concorrenti
- Kimberley Locke - "Band of Gold" (Freda Payne)
- Ruben Studdard - "Signed, Sealed, Delivered I'm Yours" (Stevie Wonder)
- Clay Aiken - "Vincent" (Don McLean)
- Kimberley Locke - "Anyone Who Had a Heart" (Dionne Warwick) (Scelta di Randy Jackson)
- Ruben Studdard - "Smile" (Charlie Chaplin) (Scelta di Simon Cowell)
- Clay Aiken - "Mack the Knife" (Bobby Darin) (Scelta di Paula Abdul)
- Kimberley Locke - "Inseparable" (Natalie Cole)
- Ruben Studdard - "If Ever You're in My Arms Again" (Peabo Bryson)
- Clay Aiken - "Unchained Melody" (The Righteous Brothers)
- Eliminata: Kimberley Locke

### Top 02 - Scelta dei Concorrenti, Singoli
- Ruben Studdard - "A House Is Not a Home" (Luther Vandross)
- Clay Aiken - "This Is the Night"
- Ruben Studdard - "Imagine" (John Lennon)
- Clay Aiken - "Here, There and Everywhere" (The Beatles)
- Ruben Studdard - "Flying Without Wings" (Westlife)
- Clay Aiken - "Bridge over Troubled Water" (Simon & Garfunkel)
- Vincitore: Ruben Studdard
- Secondo: Clay Aiken

## Tabella Eliminazioni
| Settimana: | Settimana:        | 12/03     | 19/03     | 26/03     | 02/04*    | 09/04     | 16/04     | 23/04     | 30/04     | 07/05     | 14/05     | 21/05     |           |           |           |           |           |
| Posizione  | Concorrente       | Risultato | Risultato | Risultato | Risultato | Risultato | Risultato | Risultato | Risultato | Risultato | Risultato | Risultato | Risultato | Risultato | Risultato | Risultato | Risultato |
| 1          | Ruben Studdard    |           |           |           |           |           |           |           | Ult 2     |           |           | Vincitore |           |           |           |           |           |
| 2          | Clay Aiken        |           |           |           |           |           |           |           |           |           |           | Secondo   |           |           |           |           |           |
| 3          | Kimberley Locke   | Ult 3     |           |           | Ult 3     | Ult 3     |           |           |           | Ult 2     | Elim      |           |           |           |           |           |           |
| 4          | Josh Gracin       |           |           |           |           |           |           | Ult 2     |           | Elim      |           |           |           |           |           |           |           |
| 5          | Trenyce           |           |           |           | Ult 2     |           | Ult 3     | Ult 3     | Elim      |           |           |           |           |           |           |           |           |
| 6          | Carmen Rasmusen   |           |           |           | Ult 2     |           | Ult 2     | Elim      |           |           |           |           |           |           |           |           |           |
| 7          | Kimberly Caldwell |           |           | Ult 2     |           | Ult 2     | Elim      |           |           |           |           |           |           |           |           |           |           |
| 8          | Rickey Smith      |           |           | Ult 3     |           | Elim      |           |           |           |           |           |           |           |           |           |           |           |
| 9          | Corey Clark       |           | Ult 2     |           | SQ        |           |           |           |           |           |           |           |           |           |           |           |           |
| 10         | Julia DeMato      | Ult 2     | Ult 3     | Elim      |           |           |           |           |           |           |           |           |           |           |           |           |           |
| 11         | Charles Grigsby   |           | Elim      |           |           |           |           |           |           |           |           |           |           |           |           |           |           |
| 12         | Vanessa Olivarez  | Elim      |           |           |           |           |           |           |           |           |           |           |           |           |           |           |           |